# Калпела (Калифорнија)
Калпела (енгл. Calpella) насељено је место без административног статуса у америчкој савезној држави Калифорнија.

## Демографија
По попису из 2010. године број становника је 679.
| Група             | 2000.    | 2010.       |
| Белци             | 0 (0,0%) | 381 (56,1%) |
| Афроамериканци    | 0 (0,0%) | 3 (0,4%)    |
| Азијати           | 0 (0,0%) | 3 (0,4%)    |
| Хиспаноамериканци | 0 (0,0%) | 256 (37,7%) |
| Укупно            | 0        | 679         |